# Zenon Bortkevich
Zenon Yanovich Bortkevich (en azéri : ?, en russe : Зенон Янович Борткевич, né le 29 mai 1937, mort le 19 août 2010) est un joueur de water-polo soviétique (azerbaïdjanais), médaillé olympique en 1964.